# Emanuel Lodewijk Elte
Emanuel Lodewijk Elte (Amsterdam, 16 maart 1881 - Sobibor, 9 april 1943) was een Nederlandse wiskundige.
Zijn vader was schoolhoofd in Amsterdam en ook Elte was leraar in Amsterdam (wiskunde, natuurkunde). In 1912 trouwde hij. Later woonde hij in Haarlem. Nadat de Duitse onderofficier Alois Bamberder op 30 januari 1943 in Haarlem werd doodgeschoten, werden tien mensen gefusilleerd en honderd andere inwoners van Haarlem als vergelding naar het concentratiekamp Vught gedeporteerd, waaronder de familie Elte (Elte, zijn vrouw Rebecca en twee kinderen). Zij werden vanuit Vught vervoerd naar Westerbork en vervolgens naar het vernietigingskamp Sobibor, waar hij en zijn vrouw werden vermoord. Zijn kinderen stierven in Auschwitz.

## Eltes semireguliere polytopen van de eerste soort
Zijn wiskundig werk herontdekte de eindige semireguliere polytopen van Thorold Gosset. Hij bouwde hierop voort zodat niet alleen reguliere vlakken, maar recursief ook de mogelijkheid voor een of twee semireguliere types. Deze werden opgesomd in zijn boek uitgegeven in 1912 met de titel The semiregular polytopes of the hyperspaces. 
- International Standard Name Identifier: 0000 0003 8728 7931
- Nederlandse Thesaurus van Auteursnamen: 073404225
- Virtual International Authority File: 280180250